# Xiakouyi (köpinghuvudort i Kina, Shaanxi, lat 33,21, long 106,41)
Xiakouyi är en köpinghuvudort i Kina. Den ligger i provinsen Shaanxi, i den nordvästra delen av landet, omkring 260 kilometer sydväst om provinshuvudstaden Xi'an. Antalet invånare är 10 587. Befolkningen består av 4 435 kvinnor och 6 152 män. Barn under 15 år utgör 12,0 %, vuxna 15-64 år 75 %, och äldre över 65 år 11,0 %.
Runt Xiakouyi är det ganska tätbefolkat, med 149 invånare per kvadratkilometer. Närmaste större samhälle är Xinpu, 13,0 km söder om Xiakouyi. I omgivningarna runt Xiakouyi växer i huvudsak blandskog.
Genomsnittlig årsnederbörd är 1 059 millimeter. Den regnigaste månaden är juli, med i genomsnitt 243 mm nederbörd, och den torraste är december, med 2 mm nederbörd.